# Lieps (Insel)
Die Insel Lieps liegt im nördlichen Drittel des Schweriner Außensees in Mecklenburg-Vorpommern. Territorial gehört sie zur Gemeinde Bad Kleinen.
Sie ist ungefähr 1,5 Kilometer lang und misst an der breitesten Stelle rund 600 Meter. Ihre Gestalt erhielt die Insel während der letzten Vereisung in der Eiszeit vor ca. 15.600 Jahren. Der Name der Insel stammt vom slawischen lipa „Linde“. Um 1700 wurde die bis dahin bewaldete Insel gerodet und nach ihrer Verpachtung 1758 komplett landwirtschaftlich genutzt. Der Pächter errichtete auf dem Plateau eine Hofstelle mit Viehweide. Es wurden Getreide, Futterrüben und Kartoffeln angebaut. Diese landwirtschaftliche Nutzung endete 1956, als die Hofstelle durch Blitzschlag vollständig vernichtet wurde. Seitdem dient die Insel ausschließlich als Sommerweide für Rinder.
Sie ist im Sommer ein beliebtes Ausflugsziel für Wassersportler. Das Ufer und der Hang zum Plateau sind bewaldet. Viele seltene Vogelarten sind auf der Insel beheimatet. Es gibt keinerlei touristische Infrastruktur. Die Insel ist nur per Schiff oder Boot zu erreichen.  
Westlich der Insel Lieps befindet sich, durch einen schmalen Kanal getrennt, die Insel Horst. 